# Alika
Alika è un personaggio immaginario dei fumetti ideato da Furio Arrasich e protagonista di una omonima serie di genere erotico/fantascientifico pubblicata in Italia dalla Cofedit dal 1965 al 1967.

## Personaggio
La bella aliena Alika, somigliante nelle sue prime apparizioni all'attrice Brigitte Bardot e sempre più ad Anita Ekberg, proviene dal pianeta Absur. Dopo che il suo mondo natale è precipitato nell'anarchia, viaggia nell'universo a bordo di un'astronave il cui equipaggio è composto tutto da donne absuriane. Il loro scopo è di trovare un pianeta su cui ricostruire la loro civiltà. Durante il peregrinare incontrano Martell, un astronauta terrestre naufragato nello spazio che si unisce alle loro avventure. Alika, emancipata, indipendente dai maschi e disinibita, vive storie ispirate sia ai classici della letteratura, sia a film famosi e, successivamente, anche a eventi popolari quali il Festival di Sanremo e sociali, come il "teatrino politico" italiano degli anni sessanta.

## Storia editoriale
Il personaggio nasce nella casa editrice romana Cofedit in un periodo in cui l'editoria italiana contaminava tematiche fantascientifiche con i generi più disparati quale l'erotismo e la satira. Il primo numero del fumetto esce in edicola nel luglio del 1965, ispirandosi esplicitamente al successo della coeva Barbarella, in modo più evidente nei primi dieci numeri, virando poi verso il genere fanta-politico nella seconda parte della serie. Nei disegni si alternano Giorgio Chiapperotti (con lo pseudonimo di George Gich), Angelo Todaro (alias Paul Bennet), Ugo Sammarini (che si firma U. Sam) e Romano F. Mangiarano, mentre i testi sono frutto della fantasia di Furio Arrasich, Alessandro Pascolin e Anna Taruffi. I primi sette numeri si sviluppano lungo un filone sexy-fantascientifico mentre dall'ottavo in poi, le storie virano sulla satira politica e sociale, prendendo di mira i politici italiani del tempo e i personaggi del mondo dello spettacolo. Dal numero 12 alla Cofedit subentra nella pubblicazione la casa editrice "Attualità Periodici", sempre con sede a Roma; il primo numero del nuovo corso (n. 12, Il cavaliere mascherato) viene fatto sequestrare dalla censura. La serie durerà per venti numeri dal luglio 1965 al luglio 1967, con le ultime uscite male distribuite: un ventunesimo numero, annunciato ai lettori, non uscirà mai in edicola.

## Episodi
La serie si compone di venti numeri, più un ventunesimo, mai pubblicato:
| Nº | Titolo                                | Data                            |
| -- | ------------------------------------- | ------------------------------- |
| 1  | Il pianeta giallo                     | luglio 1965                     |
| 2  | La donna che venne dal futuro         | agosto 1968                     |
| 3  | Pioggia di mostri                     | settembre 1965                  |
| 4  | Sole perduto                          | ottobre 1965                    |
| 5  | Il canto dell'infinito                | novembre 1965                   |
| 6  | La civiltà della notte                | dicembre 1965                   |
| 7  | Orizzonte invisibile                  | gennaio 1966                    |
| 8  | La teoria del nulla                   | febbraio 1966                   |
| 9  | Sangue fra le stelle                  | 1966                            |
| 10 | I misteri dello spazio                | 1966                            |
| 11 | I marziani alla prima crociata        | 1966                            |
| 12 | Il cavaliere mascherato               | 1966, sequestrato dalla censura |
| 13 | Quo vadis?                            | 1966                            |
| 14 | Aiuto! I Beatles                      | 1966/1967                       |
| 15 | Don Abbondio a San Remo               | febbraio 1967                   |
| 16 | Alika alla corte di re Artù           | marzo 1967                      |
| 17 | Sexquestri spaziali                   | aprile 1967                     |
| 18 | Segretissimo dallo spazio             | maggio 1967                     |
| 19 | Absur scende all’inferno              | giugno 1967                     |
| 20 | "Minifoglie" nel mondo di Neanderthal | luglio 1967                     |
| 21 | La vendetta di Mot                    | mai uscito in edicola           |